# Billy Madison
Billy Madison är en amerikansk komedi från 1995, regisserad av Tamra Davis. I huvudrollen syns Adam Sandler som också skrivit manus tillsammans med Tim Herlihy

## Handling
Filmen handlar om Billy Madison, en 27-årig man, dummare än de flesta. Han lever sitt liv genom att bara flyta med i vardagen och leva på sin fars förmögenhet som är uppbyggd kring ett hotellimperium. Billys far börjar fundera över vem som ska ta över företaget efter honom och Billy känns inte som det rätta valet då han inte ens klarat av första klass utan att pappan mutat lärarna. Nu är det upp till Billy att bevisa för sin pappa att han kan klara att läsa upp 12 årskurser med en tidsgräns på 2 veckor per klass. Det är lättare sagt än gjort när man är så korkad som Billy är samt att hans fars kollega gör allt för att sätta käppar i hjulen för honom. Billy gör sitt bästa för att kämpa sig igenom skolgången och på sin väg finner han även kärleken i form av sin lärarinna i årskurs 3, Veronica Vaughn, en kvinna som han bara måste få.

## Rollista (i urval)
- Adam Sandler - Billy Madison
- Darren McGavin - Brian Madison
- Bridgette Wilson - Veronica Vaughn
- Bradley Whitford - Eric Gordon

## Mottagande
Filmen möttes av blandad kritik. Under premiärveckan toppade filmen biotoppen i USA med drygt $6,6 miljoner i biljettintäkter. Den drog totalt in runt $25,6 miljoner.